# Renaixement del segle XII

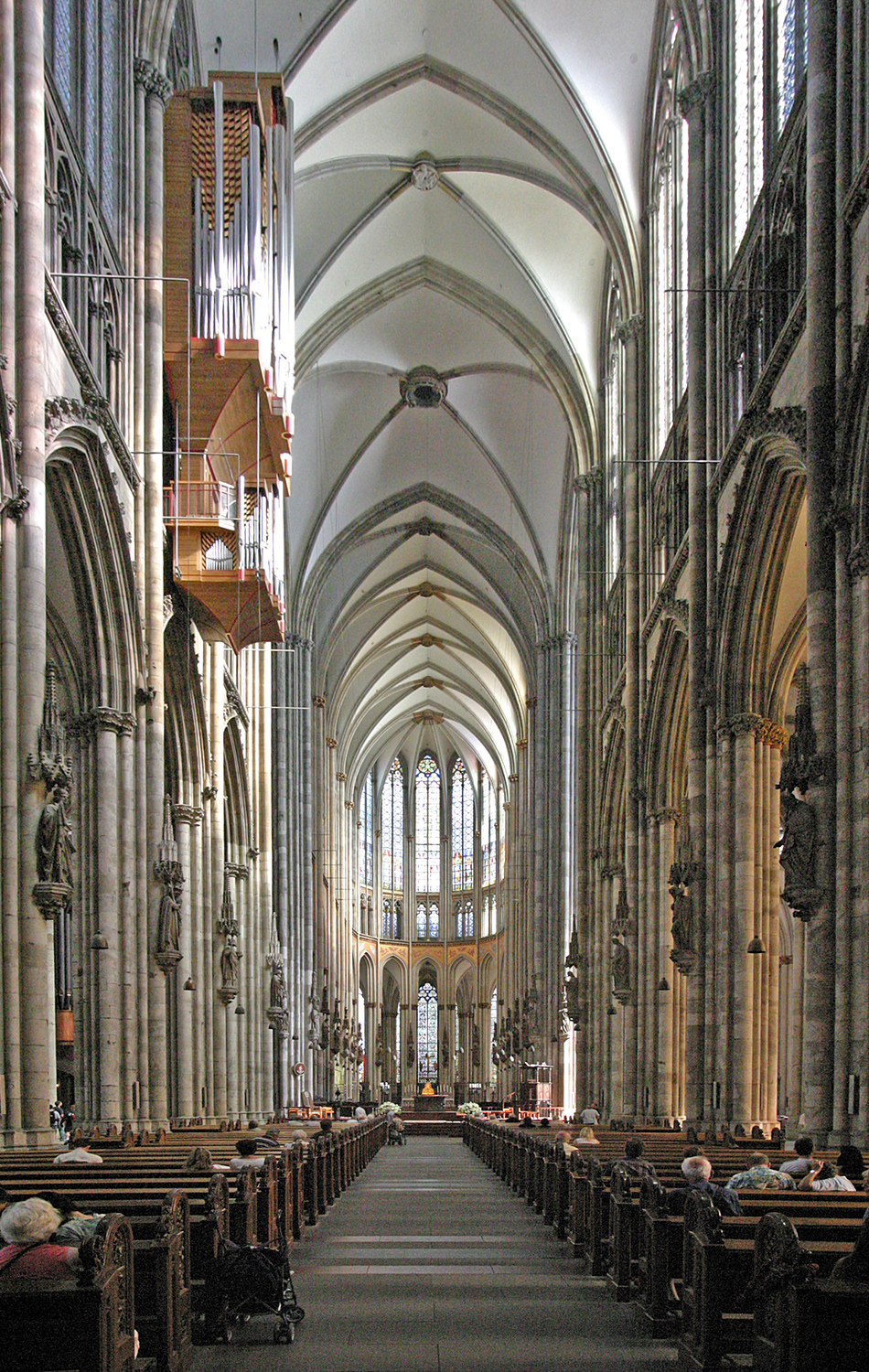
Els nous descobriments tecnològics van permetre el desenvolupament de l'art gòtic

El renaixement o revolució del segle xii és un període de canvis polítics, socials i econòmics i de revitalització intel·lectual basada en unes profundes arrels científiques i filosòfiques que Europa va viure durant la baixa edat mitjana. Aquestes transformacions van trencar l'antiga estructura pròpia del feudalisme, agrària i rural, en benefici d'un nou ordre basat en la burgesia mercantil, que comandà Europa fins al naixement de les monarquies absolutes. Els canvis produïts durant el renaixement del segle xii són la base del Renaixement italià i de la revolució científica del segle xvii.
La data precisa en què van començar els canvis és discutida, ja que alguns historiadors els fan remuntar fins al final del segle x, però en general tots estan d'acord que és al segle xii quan formen una massa crítica i poden canviar la societat europea. Per motius pedagògics, es pot situar aquest període de canvis entre dues fites històriques determinades, com per exemple la Primera Croada (1099) i la batalla de Legnano (1176), moment en què es van consolidar els comuns al nord d'Itàlia, que van configurar un nou agent polític que disputava l'espai públic tant als poders universals (pontificat i imperi) com a les monarquies feudals.
Charles H. Haskins va ser el primer historiador que va utilitzar extensament el concepte per a referir-se al renaixement que va viure Europa a partir de l'any 1070. L'any 1927, Haskins escrivia:
| « | En molts aspectes, a Europa, el segle xii va ser una època de vida fresca i vigorosa. El moment de les croades, el creixement de les ciutats i dels primers estats burocràtics d'Occident va veure la culminació de l'art romànic i el començament del gòtic; l'emergència de les literatures vernacles; la resurrecció dels clàssics llatins, la poesia llatina i el dret romà; la recuperació de la ciència grega, amb les aportacions àrabs, i de gran part de la filosofia grega, i l'origen de les primeres universitats europees. El segle xii va deixar la seva signatura en una educació superior, en la filosofia escolàstica, els sistemes jurídics europeus, en l'arquitectura i l'escultura, en el teatre litúrgic, en la poesia llatina i vernacla. | » |

## Canvis històrics en l'Europa delseglexii

### Política
Durant aquest període, a Europa es van desenvolupar dos importants processos polítics: d'una banda, el sistema feudal europeu es va expandir considerablement per terres que fins aleshores no controlava, i de l'altra, va començar el procés de centralització que va anar transformant lentament les monarquies feudals en monarquies autoritàries (al final de l'edat mitjana), i que va acabar originant els estats nació, ja en l'edat moderna.

#### Expansió de les fronteres del feudalisme europeu
A la península IbèricaDurant aquest període, la crisi i posterior desintegració del califat de Còrdova, l'any 1031, va donar als regnes cristians una gran oportunitat d'atacar els regnes musulmans, dividits en taifes. És el moment en què es crea la corona d'Aragó amb el casament de Ramon Berenguer IV i Peronella d'Aragó i es conquereixen Tortosa (1148) i Lleida (1149), alhora que es continua intervenint en la política occitana. A Castella, Alfons VI de Lleó i Rodrigo Díaz de Vivar “el Cid” van expandir les fronteres del seu regne combatent la invasió almoràvit, i Portugal es va declarar independent el 1143 després de la signatura del tractat de Zamora.
A ItàliaDurant la segona meitat del segle xi, els invasors normands van arrabassar tot el sud d'Itàlia als romans d'Orient, i ja durant la primera meitat del segle xii el rei normand Roger I de Sicília es va transformar en un dels monarques més poderosos d'Europa. Durant aquest període, el Regne de Sicília va ser el més pròsper i desenvolupat del continent gràcies a una política de tolerància religiosa que va permetre assimilar les aportacions culturals d'àrabs i romans d'Orient, pobles més avançats, tot i que paral·lelament s'introduïa el catolicisme i el poder de l'Església catòlica anava en augment.
A les illes BritàniquesEls normands també van envair Anglaterra l'any 1066. Guillem el Conqueridor va establir les bases del poder anglès, que els seus successors van aprofitar per a emprendre noves expedicions contra Irlanda i Escòcia.
A EscandinàviaEl producte del pillatge i dels saquejos dels vikings va portar a la introducció de l'economia occidental al mar Bàltic. El príncep alemany Enric el Lleó, vassall de Frederic Barba-roja, va conquerir als wends el territori entre Brandenburg i el riu Oder; va fundar Berlín, entre altres ciutats, i va obrir camí a nous senyors feudals.
A l'Europa orientalAl segle x es va crear el Regne de Polònia, que en les centúries següents va començar una dura pressió militar cap a l'est, que era terra de ningú i estava ocupada per tribus d'altres pobles, com per exemple Lituània. L'acció combinada dels polonesos i dels cavallers teutònics va aconseguir conquistar tots els territoris entre Occident i els regnes russos, en particular Nóvgorod i Moscòvia.
Al Pròxim OrientL'any 1100, la Primera Croada va aconseguir conquerir Jerusalem, i es van fundar una sèrie de regnes cristians per Terra Santa. Aquests regnes van sobreviure amb grans dificultats, dividits per les seves picabaralles domèstiques, fins que la irrupció de Saladí, al final del segle xii, va acabar esborrant-ne pràcticament tots els rastres. Van quedar algunes fortaleses cristianes que no caurien fins al final del segle xiii, però el domini cristià es pot donar per acabat després del pacte entre Ricard Cor de Lleó i Saladí i de la fracassada Tercera Croada.

#### Consolidació dels regnes
Regnes hispànicsArran de la conquesta cristiana, el poder dels regnes peninsulars va anar creixent, particularment en els casos de la corona d'Aragó i del regne de Castella, que aconsegueixen conquestes importants.
AnglaterraGuillem el Conqueridor va començar una certa tasca de centralització administrativa, però tot i així els seus successors es van haver d'enfrontar a una turbulenta noblesa feudal, cosa que fins i tot va desembocar en diverses guerres civils. El rei Enric II d'Anglaterra va introduir una sèrie d'innovacions administratives que van permetre el desenvolupament de la indústria i el comerç i la creació d'una burgesia mercantil a la ciutat de Londres. Tot i que el seu fill Joan Sense Terra va haver de cedir davant la noblesa i signar la Carta Magna el 1214, de fet el procés de consolidació de la monarquia per sobre dels nobles ja no tenia remei, i el règim que es va pactar en aquest document no era sinó un delicat sistema d'equilibris entre la monarquia i els barons feudals.
FrançaAl segle xii, els reis francesos manaven poc més enllà de París. De fet, en la Primera Croada al rei francès ni tan sols se'l va tenir en compte, i el protagonisme se'l va endur Ramon IV de Tolosa. Els francesos van passar unes dècades molt delicades, ja que el casament entre Enric II d'Anglaterra i Elionor d'Aquitània va posar en mans del monarca anglès un enorme territori, l'Imperi angeví, que amenaçava d'ofegar la independència del rei francès. Però, amb l'adveniment de Felip August (1180), França va començar un procés imparable de consolidació interna, alhora que soscavava l'Imperi angeví. L'última oportunitat anglesa de destruir França va desaparèixer amb la derrota d'Otó de Brunswick, aliat d'Anglaterra, davant els francesos en la batalla de Bouvines (1214). Al final del regnat de Felip August, el 1223, amb Enric II vençut i Occitània afeblida per la croada albigesa, França era una monarquia consolidada i en procés de creixement.
Itàlia i AlemanyaEn aquests territoris no hi va haver una consolidació del poder central. Per contra, les destructives guerres entre el papat i l'Imperi romanogermànic, en particular les començades per Frederic Barba-roja i després per Frederic II d'Alemanya, van portar la creació de diversos territoris autònoms: a Itàlia, les comunes, i a Alemanya, els principats. En morir Frederic II, el 1250, el Sacre Imperi era una ombra del que havia estat, i les ciutats i burgs independents havien format tota una constel·lació d'estats autònoms per tot el nord d'Itàlia, Alemanya, Flandes i les costes de la mar Bàltica.
PolòniaEl Regne polonès també va experimentar un cert procés de consolidació interna, tot i que visiblement endarrerit respecte a la resta d'Europa, ja que la noblesa feudal continuava tenint molta força davant el rei, que encara era un primus inter pares, més que un autèntic monarca en el sentit que estava adquirint aquesta figura en altres indrets d'Europa.
Tots aquests canvis polítics (centralització del poder monàrquic i expansió geogràfica feudal) estan relacionats amb l'aliança que els reis van establir amb la incipient burgesia urbana, en la qual van trobar un gran aliat que podien utilitzar contra la noblesa terratinent. Aquesta aliança els va permetre reunir els recursos necessaris per crear un sistema fiscal modern, base de la consolidació del seu poder per sobre dels senyors feudals, visiblement més febles.

### Economia i societat
Tots aquests canvis polítics van ser alhora causa i conseqüència, per obra d'un procés de retroalimentació, d'una sèrie de canvis econòmics i socials. D'una banda, el feudalisme havia proporcionat estabilitat social a Europa, alliberant-la de les destructores invasions de vikings, magiars i sarraïns de segles precedents. De l'altra, des de l'època carolíngia, els mètodes agrícoles havien experimentat una revolució, amb noves tècniques de ramaderia i conreu. A més, el feudalisme generava un degoteig de persones que no encaixaven dins el sistema, que tant incloïa certs subordinats dels senyors feudals com serfs que es volien escapar de la tirania que vivien; alguns d'aquests van fer carrera com a soldats de fortuna a les fronteres de la cristiandat o bé van trobar refugi als naixents burgs, dedicant-se a l'intercanvi d'excedents productius derivats de l'agricultura, cosa que va fer néixer les fires i mercats medievals. Aquests nous comerciants, els burgesos, van conformar una nova classe social, activa i emprenedora i en constant conflicte amb el món feudal, basat en la tradició i la passivitat social. Les ciutats i la burgesia van ser, així, el motor de què es van valer els reis per anar-se imposant als seus turbulents senyors feudals.
A banda, la Primera Croada va crear un actiu intercanvi comercial entre Orient i Occident que va ser aprofitat per les ciutats italianes per a crear riquesa, aprofitant la seva posició d'intermediàries, i que va permetre la puixança dels comuns. Tot i que les croades van acabar en fracàs, ciutats com Gènova, Venècia i Pisa, comandades per una poderosa burgesia, les van aprofitar per a convertir-se en importants actors polítics. Els contactes amb Orient permetrien, ja al segle xiii, que viatgers europeus com Marco Polo recorreguessin la ruta de la Seda. També la corona d'Aragó es va beneficiar de l'increment del comerç, ja que els mercaders catalans van obrir rutes comercials amb tots els ports coneguts, emparats per la institució del consolat de Mar.
La presència dels diners va trastornar completament el sistema feudal, ja que en moltes regions s'havia retrocedit al vell sistema del bescanvi. Els senyors feudals veien amb desconfiança el risc inherent a l'activitat comercial, i no eren partidaris d'invertir en unes empreses ultramarines que, si bé podien donar uns substanciosos beneficis, també podien causar pèrdues ingents. Alguns comerciants van descobrir que podien temptar els senyors feudals deixant-los diners a canvi de pagar amb posterioritat una taxa d'interès, i així forjar una fortuna que després podien invertir en altres negocis; d'aquesta manera naixia l'activitat bancària. Fins i tot, hi va haver senyors feudals que van invertir en activitats mercantils de manera solapada mitjançant una nova figura jurídica, la societat comanditària, que separa els participants en una empresa en socis capitalistes (en aquest cas, els senyors feudals) i socis administradors (els burgesos). D'aquesta manera, el comerç va començar a soscavar les bases econòmiques de l'ordre feudal.
Els burgesos, per la seva banda, van tendir a agrupar-se en organitzacions anomenades guildes (com la lliga Hanseàtica, al nord d'Europa), gremis, confraries (com la confraria de sabaters) o arts, depenent de la regió europea. Aquestes associacions gremials protegien els seus interessos corporatius dins el burg, i també influïen en la seva política en els afers externs. D'aquesta manera, van néixer la diplomàcia i la guerra per interessos econòmics (en temps feudals, la guerra es feia pel pillatge, per buscar l'expansió territorial, i fins i tot per motius com ara l'esport o el mer idealisme). Amb el pas del temps, a redós d'aquestes associacions que protegien els seus membres, va anar naixent un nou estament, el dels treballadors assalariats, font de tensions socials posteriors.
Els burgesos van portar una nova ètica i una nova manera d'entendre la vida i el món. Per als burgesos, centrats en l'obtenció de diner, el més important era la vida mundana i els plaers terrenals. En això s'allunyaven decisivament del món feudal, que privilegiava la vida espiritual i la visió del cos com a presó de l'ànima. També van popularitzar una nova ètica del treball, de la legitimitat del lucre i el guany (fins i tot de la usura), i de l'esforç i la iniciativa individual per sobre de l'obediència i l'adscripció a entitats col·lectives.

### Ciència

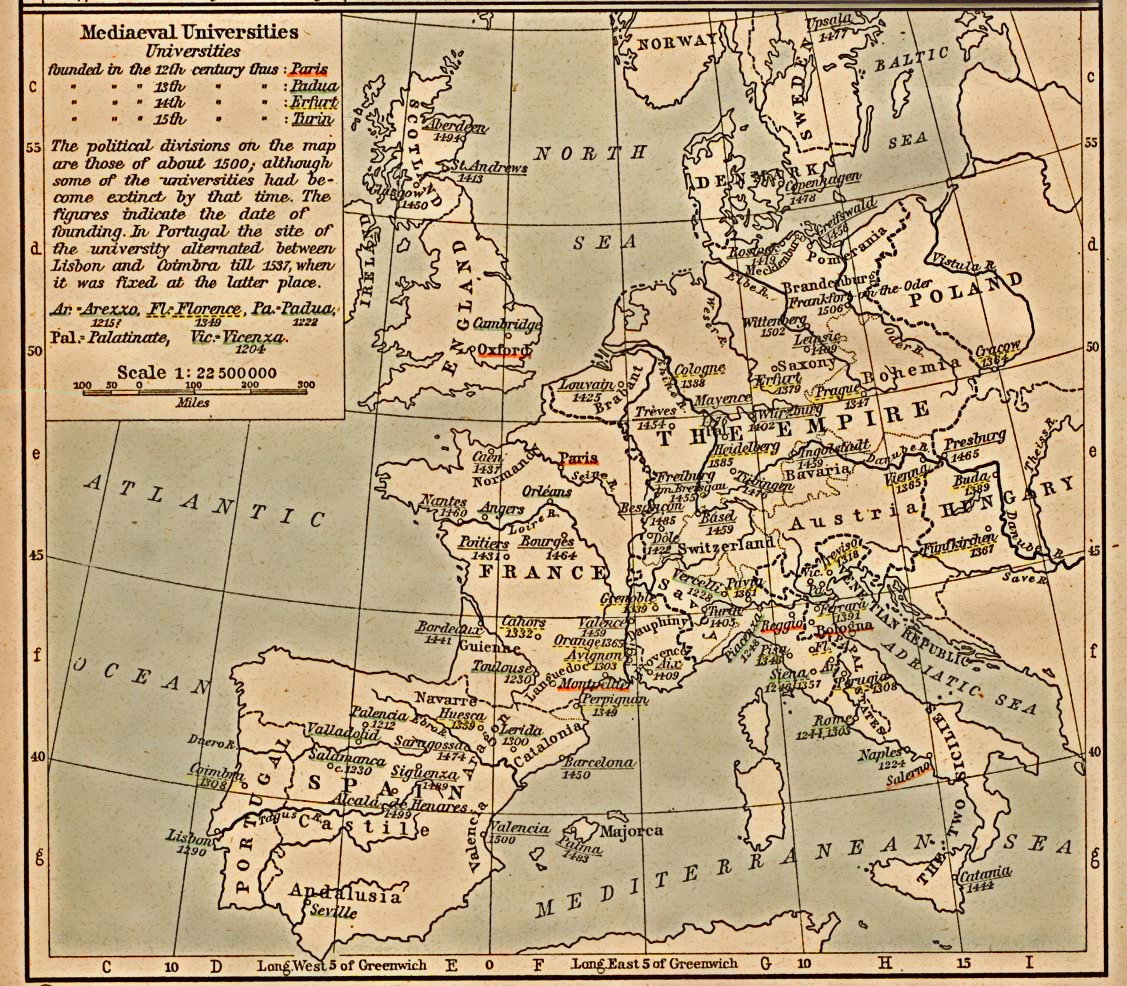
Mapa de les universitats medievals

A l'alta edat mitjana, l'ensenyament filosòfic i científic es basava en les poques còpies i comentaris de textos grecs antics que s'havien conservat a l'Europa occidental després del col·lapse de l'Imperi Romà d'Occident. La major part d'Europa havia perdut el contacte amb el coneixement del passat. Aquest escenari va canviar amb el renaixement del segle xii. El contacte creixent amb el món islàmic, que vivia l'edat d'or de l'islam a al-Àndalus i Sicília, les croades, la conquesta cristiana i l'increment dels contactes amb l'Imperi Romà d'Orient va permetre a la cristiandat llatina buscar i traduir les obres dels filòsofs i científics grecs i islàmics, especialment les d'Aristòtil, Euclides, Ptolemeu, Plotí, Geber Muhàmmad ibn Mussa al-Khwarazmí'''''', Ar-Razí, Abulcasis, Alhazen, Avicenna, Avempace i Averrois, entre d'altres. El desenvolupament de les universitats medievals els va permetre ajudar materialment en la traducció i propagació d'aquests textos i es va anar creant una infraestructura necessària per a les comunitats científiques.

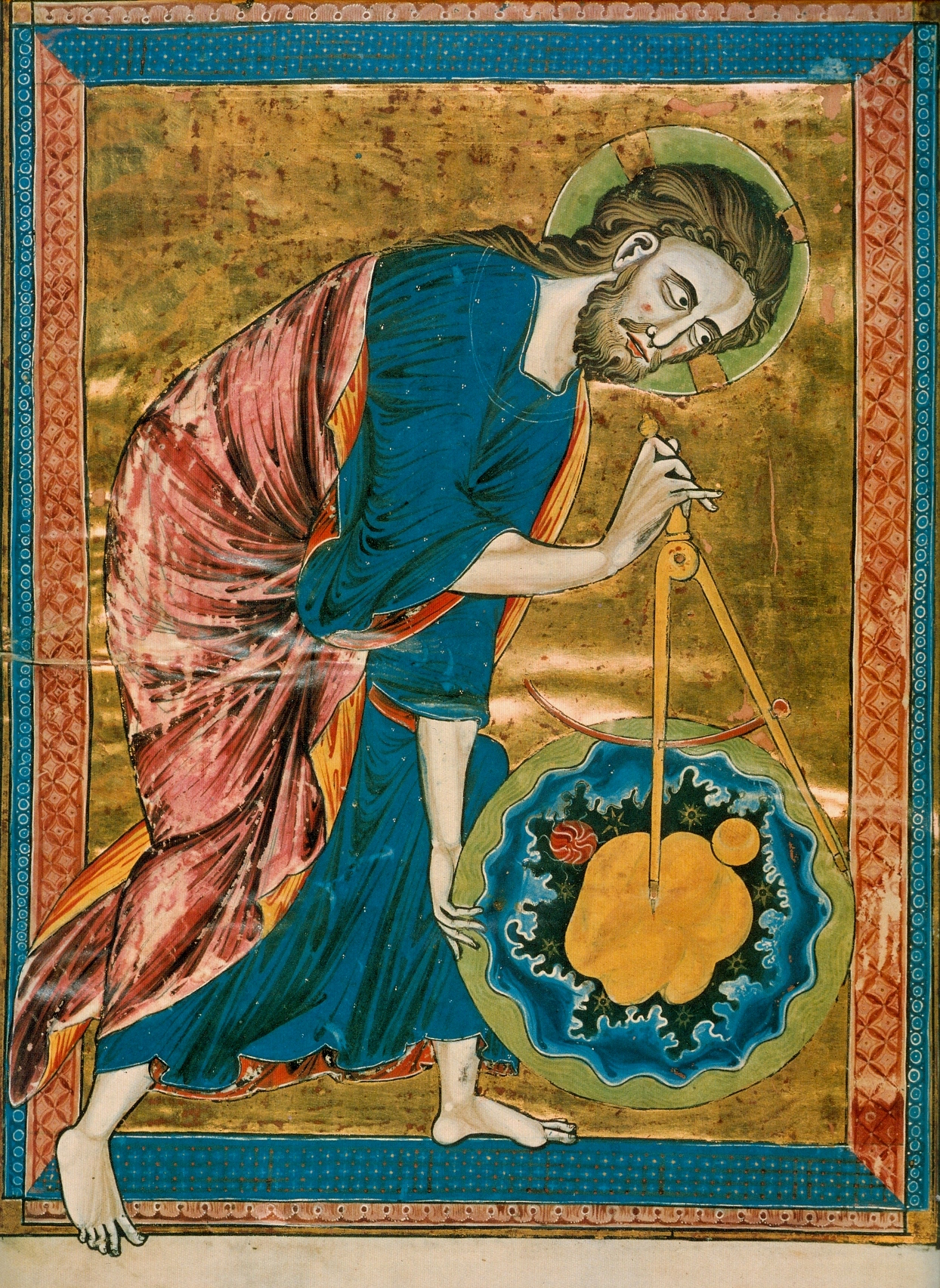
Els intel·lectuals medievals volien entendre els principis geomètrics i harmònics segons els quals Déu hauria creat l'univers. En aquesta il·lustració d'un manuscrit del, el compàs és un símbol de l'acte de creació de Déu

Al començament del segle xiii, hi havia força bones traduccions llatines de les principals obres de gairebé tots els autors antics clau, cosa que va permetre la transferència d'idees científiques, tant mitjançant les universitats (anomenades Estudi General a la corona d'Aragó i a bona part d'Europa) com els monestirs. Les ciències naturals incloses en aquests textos començaven a ser divulgades pels escolàstics més importants, com Robert Grosseteste, Roger Bacon, Albert Magne i Duns Escot. Ja trobem precedents del modern mètode científic en l'èmfasi de Grosseteste en les matemàtiques com a via per a entendre la natura, i en l'aproximació empírica tan elogiada per Bacon, particularment en la seva Opus Majus.
La primera meitat del segle xiv va veure aparèixer moltes obres científiques d'importància, la majoria en el marc dels comentaris escolàstics a les obres d'Aristòtil. Guillem d'Occam va introduir el principi de parsimònia o navalla d'Occam: el científic (filòsof natural) no ha de postular ents innecessaris, ja que el moviment no és una cosa diferent sinó el mateix objecte que es mou, i no cal recórrer a hipòtesis tals com la fins aleshores necessària "espècie sensible" intermèdia per transmetre la imatge d'un objecte fins a l'ull. Intel·lectuals com Jean Buridan i Nicole Oresme van començar a re-interpretar els elements de la mecànica d'Aristòtil. En particular, Buridan va desenvolupar la teoria que l’impetus era la causa del moviment dels projectils, idea que és un precedent del concepte modern de la inèrcia. Mentrestant, els calculadors d'Oxford van començar a analitzar matemàticament la cinemàtica del moviment, sense tenir-ne en compte les causes.
Tot i que la devastació de la pesta negra (1348) i altres desastres van posar un final sobtat al període anterior de gran desenvolupament filosòfic i científic, al cap de dos segles va començar la revolució científica europea, que també es pot entendre com una recuperació del procés de canvi científic aturat durant l'ocàs de l'edat mitjana.

### Tecnologia

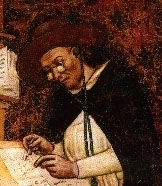
Detall d'un retrat d'Hug de Provença, obra de Tommaso da Modena (1352)

Durant el segle xii, a Europa hi va haver un augment notable d'invents i innovacions de tota mena, cosa que va influir en la transformació dels mitjans de producció tradicionals i el creixement econòmic. Gairebé es pot dir que en menys d'un segle es van desenvolupar i aplicar més invents útils que en els mil anys anteriors de la història humana. Aquest període va veure avenços tecnològics tan importants com la invenció del gravat, la pólvora, la lent, la millora dels rellotges, la introducció de l'astrolabi i una gran millora dels vaixells. Aquests dos últims avenços van fer possible la futura era dels descobriments. Els historiadors de la tecnologia han enumerat alguns fets d'aquesta revolució tecnològica:
- Primer document escrit sobre un molí de vent (Yorkshire, Anglaterra, 1185).
- Fabricació de paper (Itàlia, vora l'any 1270).
- La filosa arriba a Europa (probablement des de l'Índia) al segle xiii.
- Des del final del segle xii, a Europa es comença a fer servir la brúixola com a instrument auxiliar per a la navegació.
- A Itàlia s'inventen les lents per corregir la vista (final de la dècada del 1280).
- L'astrolabi arriba a Europa a través d'al-Àndalus.
- Leonardo de Pisa introdueix la numeració aràbiga en el seu Liber Abaci (1202).
- En un relleu d'una església datat el 1180 es troba la descripció d'un timó de cua més antiga que es coneix.

### Escolàstica
Des del final del segle xii, es va desenvolupar un nou mètode d'ensenyament, anomenat escolàstica, a partir del redescobriment de les obres d'Aristòtil, de les obres dels filòsofs medievals jueus i islàmics inspirats per ell, sobretot Maimònides, Avicenna (avicennisme) i Averrois (averroisme), i dels filòsofs cristians influïts per aquests, sobretot Albert Magne, Bonaventura de Bagnoregio i Pere Abelard. Els que practicaven el mètode escolàstic creien en l'empirisme i defensaven les doctrines catòliques sobre l'estudi secular, la raó i la lògica. S'oposaven al misticisme cristià, a les creences platonicocristianes sobre la ment dualista i a la idea que el món era intrínsecament malvat. El més famós dels practicants de l'escolàstica és Tomàs d'Aquino (posteriorment canonitzat i declarat doctor de l'Església), que va liderar el trànsit del platonisme i l'agustinisme imperants fins aleshores cap a l'aristotelisme. Amb el mètode escolàstic, Tomàs d'Aquino va desenvolupar una filosofia de la ment: segons ell, en néixer, la ment és un simple paper en blanc o tabula rasa, i un alè diví li dona la capacitat de pensar i reconèixer formes o idees. A banda, una de les principals qüestions d'aquesta època va ser el problema dels universals.
Altres escolàstics notables van ser Roscelin de Compiègne, Pere Abelard i Pere Llombard. Els autors no escolàstics més eminents de l'època van ser Anselm de Canterbury, Pere Damià, Bernat de Claravall i els membres de l'escola de sant Víctor o victorins.

### Literatura
El segle xii és el moment en què el llatí deixa de ser l'única llengua utilitzada com a idioma de cultura, un àmbit que va sent conquerit progressivament per les diverses llengües vulgars. En un primer moment, aquesta nova literatura —sovint de tema amorós, però que també podia tractar aspectes polítics, morals o literaris, entre d'altres— s'expressa principalment en vers i s'adreça a un públic no necessàriament cultivat, però de mica en mica anirà guanyant nous àmbits. És el moment en què a Occitània floreixen els trobadors, que tindran una gran influència arreu d'Europa, especialment en l'àrea que va des del nord d'Itàlia fins a Catalunya. Els joglars, per la seva banda, tenien un paper essencial com a vehicle de transmissió del cant cortesà, i ocasionalment esdevenien trobadors, creadors de melodia i text. El fenomen del cant cortesà és inseparable de la seva performance, la interpretació dels joglars en les corts.
En el cas del nostre país, la lírica rebrà la influència provençal fins a l'aparició d'Ausiàs March, al segle xv; la prosa, en canvi, ja comença un camí propi des de Ramon Llull.
En l'àmbit de les llengües d'oïl, al nord de l'actual França, al final del segle xii apareixen els trouvères, poetes cortesans que recullen bona part dels temes i l'estil dels trobadors. Una de les figures més destacades d'aquest moment és Chrétien de Troyes, autor de novel·les de cavalleries en vers molt populars en el seu moment.
En l'àmbit germànic, trobem els Minnesänger (literalment, 'cantors de l'amor'), un moviment molt influït pels trobadors occitans que es va desenvolupar entre els segles XII i XIV.
Finalment, en l'àmbit hispànic cal destacar la literatura galaicoportuguesa (vegeu cantiga), també amb una forta influència dels trobadors. Conreada a Galícia, Portugal, Lleó i Castella, un dels autors més coneguts d'aquest moment és Alfons X el Savi i les seves Cantigas de Santa María.

### Art
Els canvis en les tendències polítiques i socials es van manifestar en una sèrie de transformacions artístiques. El segle xii és l'època en què l'art romànic fa la seva transició a l'art gòtic.
En línies generals, l'arquitectura romànica es caracteritza pels edificis baixos de murs gruixuts, a causa del fet que els coneixements d'enginyeria del moment impedien aixecar edificacions més altes. Però, al començament del segle xii, dues poderoses innovacions arquitectòniques, els contraforts i l'arc ogival, van permetre apuntalar les parets, fer-les més primes i que aguantessin més pes. Aquesta transformació és ben visible en l'arquitectura dels monestirs cistercencs, que són considerats amb raó la transició entre tots dos estils, en particular per l'explosiva quantitat de monestirs que es van construir a tot Europa en un període molt reduït. Al final del segle xii, comença l'edificació de les primeres catedrals gòtiques pròpiament dites, com per exemple la catedral de Chartres.
Aquests canvis en l'enginyeria i l'arquitectura anaven acompanyats de canvis econòmics i socials. L'art romànic s'havia desenvolupat fonamentalment al servei dels reis i de l'Església catòlica, mentre que l'art gòtic es va desenvolupar en bona part al servei dels burgs. La cursa per guarnir les ciutats amb els edificis més bells ja va començar al final del romànic; un dels principals exponents d'aquesta tendència és el Campo dei Miracoli, els components més rellevants del qual són les famoses catedral de Pisa i torre de Pisa. Però l'explosió d'aquesta tendència va coincidir amb el despuntar del gòtic. Començada la moda de les catedrals, cada ciutat en va voler tenir una de més gran que les altres, perquè tenir una gran catedral no sols implicava religiositat, sinó també donar una mostra del propi poder econòmic, posat de manifest en un edifici gran i solemne que volia donar prestigi a la ciutat que l'acollia.

### Religió
Tots aquests processos (concentració del poder polític, guerres contra "l'infidel", creixement dels burgs, atac al sistema feudal, auge del comerç i la indústria, canvis artístics i literaris, etc.) van estar marcats també per profundes transformacions en l'espiritualitat medieval. L'Església catòlica es va trobar davant d'importants canvis intel·lectuals i no sempre en va estar a l'altura, almenys durant el segle xii.
En matèria teològica, la principal novetat va ser la recepció de nombroses idees forasteres. Per exemple, Occident va començar a parar atenció a Aristòtil, ja fos llegint-lo directament en grec o bé pels comentaris dels musulmans Avicenna i Averrois. Fins aleshores, la teologia cristiana estava basada en les idees platòniques, adaptades per sant Agustí al segle v. Aristòtil era incòmode perquè plantejava qüestions radicalment oposades a les idees de l'Església catòlica (per exemple, que el món és etern i no creat, cosa que topa amb el dogma de la creació ex nihilo expressat en el Gènesi). La síntesi entre la teologia cristiana i l'aristotelisme no arribaria fins al segle xiii, sota el guiatge de sant Tomàs d'Aquino.
Així doncs, el platonisme inherent a les doctrines agustinianes va ser posat en dubte, en benefici de posicions que es podrien qualificar de realisme moderat. El principal defensor d'aquestes noves idees va ser Pere Abelard, teòleg que va ensenyar a la Universitat de París i que es va veure implicat en una dura polèmica (coneguda com el debat dels universals) amb Bernat de Claravall, defensor del realisme extrem, que el va fer condemnar com a heretge i el va obligar a retractar-se. Pere Abelard és un representant dels nous temps, ja que s'atreveix a qüestionar, tot i que tímidament, algunes veritats essencials de la teologia cristiana.
L'esmentat Bernat de Claravall és el defensor més destacat de l'statu quo medieval davant els canvis socials del seu temps. Va fundar un gran nombre de monestirs durant la primera meitat del segle xii, a més de participar activament en política (per exemple, va predicar a favor de la Segona Croada). De llinatge aristocràtic, veia amb reticència tota innovació, inclosa la vida urbana i ciutadana. Els seus monestirs, de l'orde del Cister, es van transformar en un referent ineludible per refermar la unitat cristiana en una època en què els mateixos cristians dels burgs començaven a qüestionar vivament l'Església.
El Cister, però, no va aconseguir frenar aquests qüestionaments, que van cristal·litzar en una sèrie de moviments considerats herètics, els primers que es donaven a Occident des de l'època de sant Agustí. Els més perillosos per a l'Església catòlica van ser els dels valdesos i els càtars —d'influència oriental, però d'origen desconegut—, que van créixer especialment a Occitània i que van ser reprimits per mitjà de la croada albigesa (1209-1244). Tot i així, aquesta tasca repressora (que va portar a la creació de la Inquisició) es va veure complementada per l'obertura de l'Església als nous corrents espirituals que atreien els habitants de les ciutats, especialment per obra de sant Francesc d'Assís.